# Via de' Magalotti
Via de' Magalotti è una strada del centro storico di Firenze, posta tra piazza San Remigio, all'altezza di via Vinegia, e Borgo dei Greci. Da non confondere con questa strada è via Lorenzo Magalotti, nella zona del Poggio Imperiale/Gelsomino.

## Storia
Il tracciato fu aperto nel 1325 e, fino agli ultimi decenni dell'Ottocento, fu detto via Nuova da San Remiglio (o da San Romeo) con riferimento alla vicina chiesa dal quale partiva.
La denominazione attuale, conferita nel 1870 circa, ricorda la famiglia Magalotti, che possedeva case, torri e loggia nei pressi di San Firenze e che, tra l'altro, assieme al casato dei Mancini, donò parte dei propri possessi per permettere lo sviluppo del grande complesso dei padri Filippini (lo ricorda una lapide posta in borgo de' Greci sul lato del complesso). La titolazione ha quindi il senso di ricordare una famiglia che tuttavia non abitò in questa strada ma nei suoi pressi.

## Descrizione
La via, con la carreggiata pavimentata a lastrico, ha carattere residenziale e, nell'ambito della rete viaria cittadina, ruolo del tutto secondario.

### Edifici
| Immagine | N°       | Nome                                       | Descrizione |
| -------- | -------- | ------------------------------------------ | --- |
|          | 2        | Casa della Compagnia della Croce al Tempio | L'edificio, con quello attiguo, mostra elementi medievali come le mostre in pietraforte di due grandi aperture a tutto sesto, in origine probabilmente dei fondaci commerciali. Al primo piano della casa si trova inoltre un pietrino che, per quanto abraso, è riconoscibile con l'emblema della Compagnia di Santa Maria della Croce al Tempio, composto da un croce con sotto le lettere gotiche S M. |
|          | 3 rosso  | Casa con lapide dei Signori Otto           | Un portale antico, da fondaco, come in altre case medievali della zona, è in parte tamponato da rimesso in luce in questa casa. Poco sopra si trova una lapide dei Signori Otto datata 1603, che vieta i giochi rumorosi nella strada, come quello della palla. |
|          | 5        | Casa                                       | La casa, a due assi e tre piani, non mostra elementi di interesse, se non per una targa dell'alluvione di Firenze del 1966, che mostra il livello raggiunto dalle acque fino al primo piano. |
|          | 1        | casa delle monache del Chiarito            | La casa si presenta sulla via con una facciata di disegno oltremodo semplice, organizzata su cinque piani per tre assi, con al terreno il portoncino decentrato a sinistra e arricchito da una incorniciatura in pietra di modi settecenteschi, periodo nel quale fu probabilmente ridisegnato il fronte e soprelevato l'edificio. La segnalazione vale comunque per la presenza di un pietrino (uniformemente abraso ma ancora ben leggibile) con un calice, l'ostia, l'uva e le spighe, propri dell'insegna del monastero di Santa Maria Regina Coeli detto il Chiarito, posto in via San Gallo, a documentare uno dei possessi presenti in città dell'istituto religioso. |
|          | 8        | Palazzo Peruzzi-Martini                    | Edificio di antica costruzione, si determinò per ristrutturazione e unificazione di due case corti mercantili medievali di proprietà dei Peruzzi, quindi significativamente trasformato nel corso del Settecento. Ne è documentato il restauro negli anni settanta del Novecento. Su via de Magalotti persistono una serie d'archi trecenteschi, alcuni dei quali corrispondenti al muro del cortile di questo edificio. |
|          | 14 rosso | Casa                                       | In borgo dei Greci 15 si trova un edificio con un semplice prospetto su tre piani e cinque assi. Gli elementi più interessanti si trovano su via de' Magalotti, dove è stato rimessa in luce, probabilmente all'inizio del XX secolo, la cantonata medievale in pietraforte, e si trovano una mensolina in pietra dall'aspetto trecentesco, che sorregge un aggetto, e una buchetta del vino con cornice in pietra. |

### Lapidi
Sul numero 3 si trova una lapide dei Signori Otto, che vieta il gioco della palla e altri giochi per preservare la quiete, anche in ragione della vicina chiesa di San Remigio:
| DA SS · OTTO ESTATO PROIBITO IN QVESTA VIA IL GIVOCO DELLA PALLA ET OGNI AL TRO GIVOCO 1603 |